# Rödhalsad kardinal
Rödhalsad kardinal (Periporphyrus celaeno) är en centralamerikansk fågel i familjen kardinaler inom ordningen tättingar.

## Kännetecken

### Utseende
Rödhalsad kardinal är en 20-23,5 centimeter lång fågel med svart, kraftig näbb som går rakt ut vinkelrätt mot pannan. Hanen är svart med mattrött "halsband" på nacken, skuldrarna och buken, rätt likt rödkragad tangara (Ramphocelus sanguinolentus). Buken är svartfläckig. Honor har svart på huvud och bröst likt hanen men ovansidan är grönaktig och undersidan gulaktig. Ungfåglar liknar honan men har mindre mängd svart. 

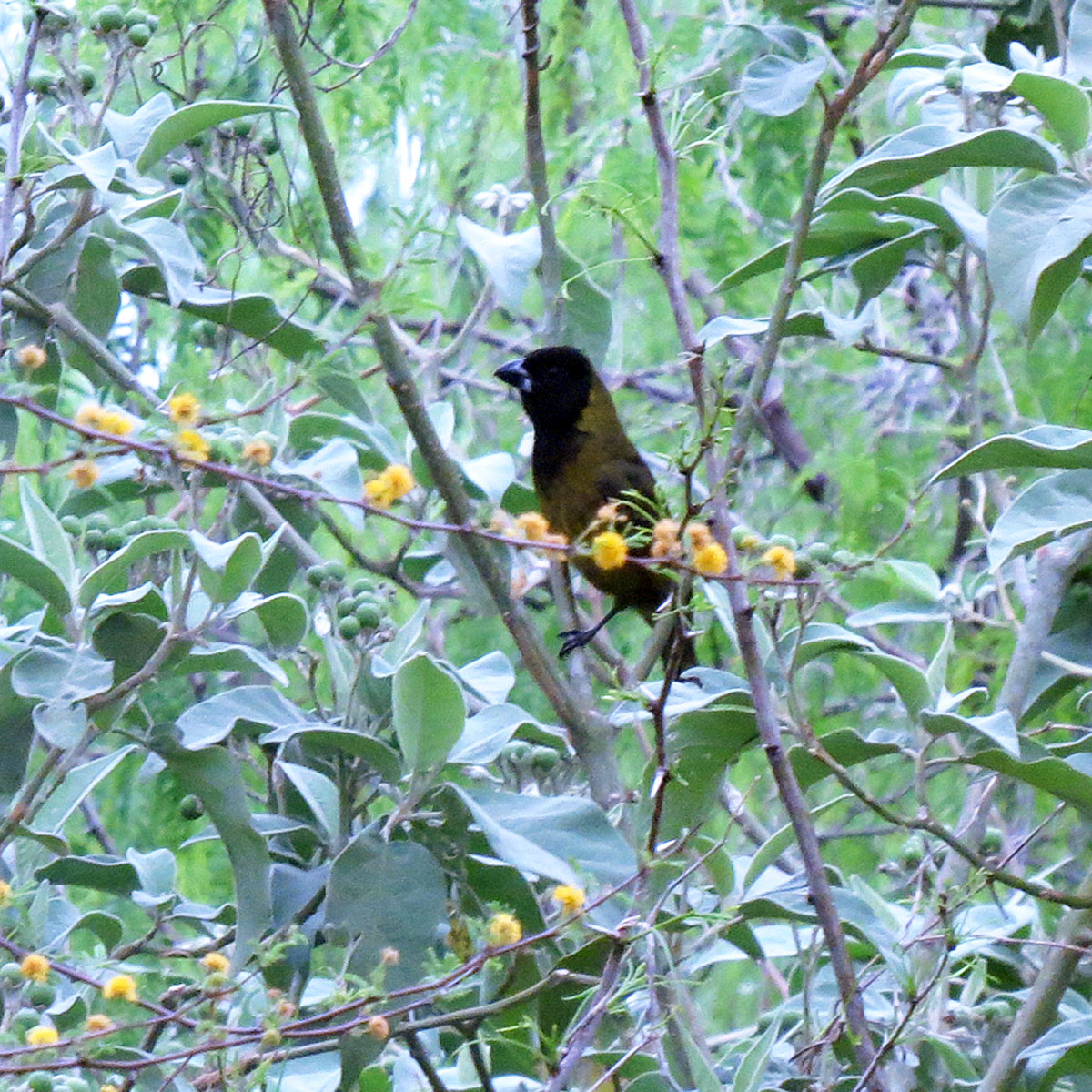
Hona.

### Läte
Sången är en melodisk serie toner som går uppåt mot slutet. Lätena består av genomträngande visslingar som inleds med ett "s"-ljud som böjs nedåt alternativt en ton uppåt följt av en nedåt.

## Utbredning och systematik
Rödhalsad kardinal förekommer i östra Mexiko från Nuevo León till norra Veracruz och nordöstra Puebla. Den är en tillfällig gäst i Rio Grande-dalen i södra Texas, USA, mestadels vintertid. Den behandlas som monotypisk, det vill säga att den inte delas in i några underarter.

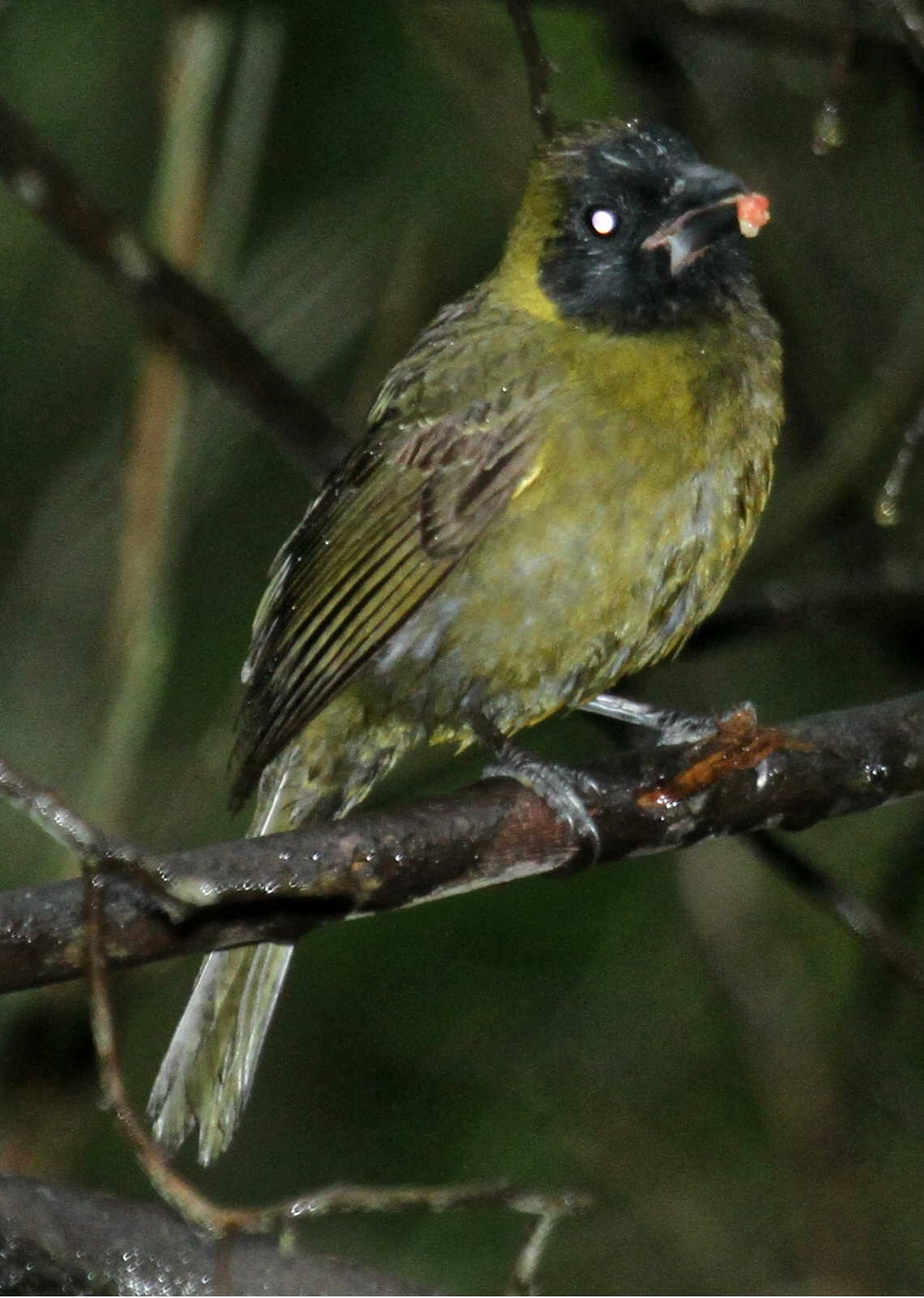
En hona i Sabal Palm Sanctuary, Texas

## Släktestillhörighet
Rödhalsad kardinal placeras traditionellt som enda art i släktet Rhodothraupis. Genetiska studier visar dock att den är relativt nära släkt med både guyanakardinal (Periporphyrus erythromelas) och de båda arterna i Caryothraustes. International Ornithological Congress inkluderar därför sedan 2023 rödhalsad kardinal i Periporphyrus som har prioritet. Birdlife International och IUCN går ett steg längre och för dem båda till Caryothraustes.

## Levnadssätt
Rödhalsad kardinal bebor fuktiga eller halvtorra skogar där den ses ensamma, i par eller i artblandade flockar, ofta på marken. Boet är en rätt ordentlig skål av gräs och kvistar som placeras i en buske. Honan lägger två till tre blekt blågrå ägg med bruna fläckar.

## Status
Utbredningsområdet är relativt stort, men världspopulationen uppskattas till färre än 50 000 vuxna individer. Den tros minska i antal, dock inte tillräckligt kraftigt för att den kan anses vara hotad. Internationella naturvårdsunionen IUCN placerar den därför i kategorin livskraftig.

## Namn
Fågeln har på svenska även kallats rödbukad stenknäck.